# Hilary Knight
Pour les articles homonymes, voir Knight.
Hilary Knight (née le 12 juillet 1989 à San Francisco dans l'État de la Californie) est une joueuse de hockey sur glace américaine évoluant dans la ligue élite féminine en tant qu'attaquante. Elle a remporté quatre titres olympiques, trois médailles d'argent aux Jeux olympiques de Vancouver en 2010, aux Jeux olympiques de Sotchi en 2014 et aux Jeux olympiques de Pékin 2022 et une médaille d'or aux Jeux olympiques de Pyeongchang en 2018. Elle a également représenté les États-Unis dans treize championnats du monde, remportant neuf médailles d'or et quatre médailles d'argent. En 2023, elle devient capitaine de la sélection nationale américaine.
Elle a joué pour les Blades de Boston avec qui elle remporte la Coupe Clarkson en 2013 et les Pride de Boston avec qui elle remporte la Coupe Isobel en 2016.

## Biographie

### Carrière universitaire
Knight joue pour l'école mixte Choate Rosemary Hall puis pour les Badgers du Wisconsin dans la ligue universitaire de hockey féminin NCAA où elle commence sa carrière .
Lors de sa première saison en 2007-2008, Knight est classée seconde de l'équipe en nombres de buts (20) et exæquo pour la cinquième place en assistances (18). Son total de points de 38 représente le troisième de toute l'histoire de l'équipe. Elle est classée septième nationale en nombre de points pour une recrue. 
Pendant cette saison, elle réalise 12 matchs à plusieurs points et mène l'équipe en buts gagnants. Le 2 février, elle inscrit un coup du chapeau contre l'équipe rivale des Fighting Hawks du Dakota du Nord. Durant cette première saison, elle participe au classement de son équipe en seconde position du championnat NCAA .
L'année suivante, Knight joue 39 matchs pour les Badgers. Elle mène le championnat en nombre de buts (45) et en points (83). Ses 16 buts en supériorité numérique la classe également première du championnat. Elle inscrit ainsi de nouveaux records concernant les Badgers et devient la joueuse avec le plus de points, de buts et de buts en supériorité numérique en une seule saison. Elle enregistre 24 matchs à plusieurs points, 13 matchs avec plusieurs buts et 11 matchs avec plusieurs aides.
Le 27 septembre 2008, contre les Bobcats de Quinnipiac, Knight réalise un record de carrière de 5 buts en un seul match, inscrivant par là son premier coup du chapeau naturel. Contre les Fighting Hawks du Dakota du Nord, elle inscrit le 16 novembre son deuxième coup du chapeau de la saison. Lors du Frozen Four, elle mène l'équipe en nombre de points (trois buts et trois aides). Du 26 septembre au 31 octobre, elle produit des points dans une série de neuf matchs. Son équipe remporte la Division I du championnat NCAA à la fin de l'année.
Lors de sa troisième année, le 2 octobre 2010, Knight inscrit 5 points dans une victoire 6 à 0, elle débute avec un coup du chapeau naturel puis deux aides. Tout le long de cette saison, elle accumule les points et devient la meilleure pointeuse de Division I du NCAA. 
Le 10 décembre 2011, Knight produit 4 points dans un match contre l'université d'État de Bemidji lui donnant un total de carrière de 239 et lui permettant de surpasser le record de Meghan Duggan qui est de 238. Elle devient la joueuse des Bagders avec le plus de points de toute l'histoire de la franchise. Pour cela, Knight reçoit la reconnaissance de « Joueuse de la semaine du championnat». 
Elle termine l'université avec un total de 262 points et devient la joueuse des Badgers avec le plus grand nombre de buts (143), de buts gagnants (30) de buts en supériorité numérique (37) et de buts directs (8).

### Carrière en ligue

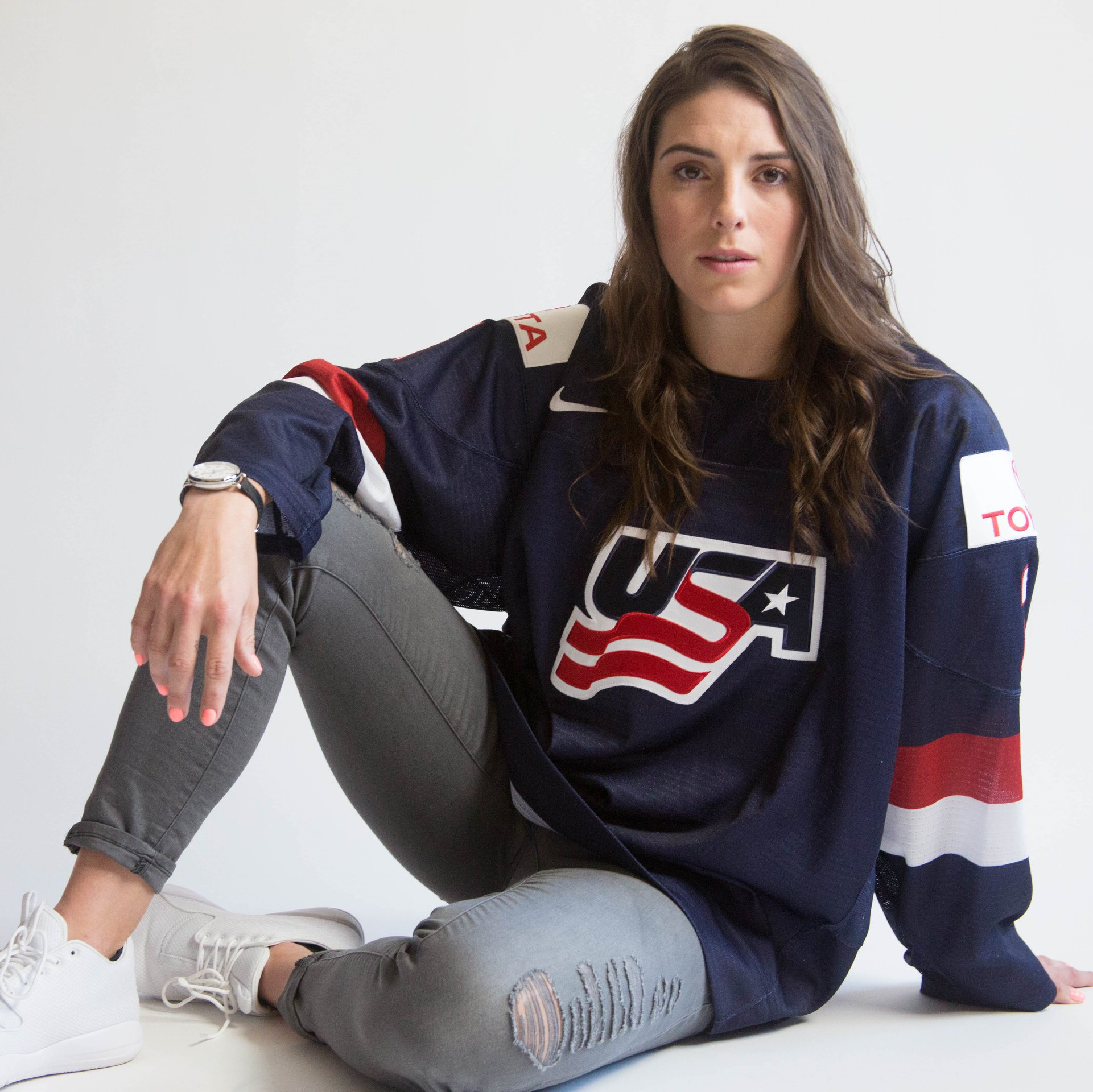
Hilary Knight en 2018

Après sa carrière universitaire, elle est sélectionnée au repêchage 2012 de la Ligue canadienne de hockey féminin (LCHF) en quatrième position par les Blades de Boston. Elle termine sa première saison troisième au classement des meilleures pointeuses de la ligue et devient la première américaine à recevoir le prix de CWHL's Most Valuable Player (Joueuse la plus utile en français). Lors des séries éliminatoires, elle mène l'équipe en nombre de buts et aide à remporter la Coupe Clarkson 2013.
Le 25 septembre 2015, à la suite de l'arrivée de la nouvelle Ligue nationale de hockey féminin (LNHF) qui paie professionnellement les joueuses, Hilary Knight change d'équipe pour entrer chez les concurrentes directes, les Pride de Boston. Lors du premier match de la saison, elle marque le premier but de la franchise ainsi qu'un second but. Elle termine la saison comme la première meilleure buteuse de la ligue.
Knight inscrit le but en prolongation du match 1 des séries éliminatoires, menant à la victoire de la Coupe Isobel au terme des séries. En février 2017, elle participe au deuxième match des étoiles de la LNHF et inscrit un but dans l'équipe d'Amanda Kessel.
Après une année 2017 écourtée pour la préparation des Jeux olympiques 2018, elle annonce son retour en LCHF le 8 mars 2018, signant avec la franchise des Canadiennes de Montréal . Elle participe ainsi aux séries éliminatoires de 2018.
Faisant partie des hockeyeuses boycottant la saison 2019-2020 à la suite de la fermeture de l'unique ligue canadienne, elle ne joue pas mais est sélectionnée  par la NHL pour le 65e match des étoiles dans l'épreuve du match féminine élite 3 contre 3 .
Par la suite elle joue des matchs en 2020 et 2021 avec la Professional Women's Hockey Players Association (PWHPA), organisation ayant pour but de former une ligue professionnelle féminine mais dont la progression a été ralentie par la pandémie de Covid-19 ,. 
En 2024, elle évolue pour l’équipe de Boston dans la ligue professionnelle de hockey féminin
(LPHF), occupant le poste de capitaine pour la première année de cette équipe.

### En équipe nationale

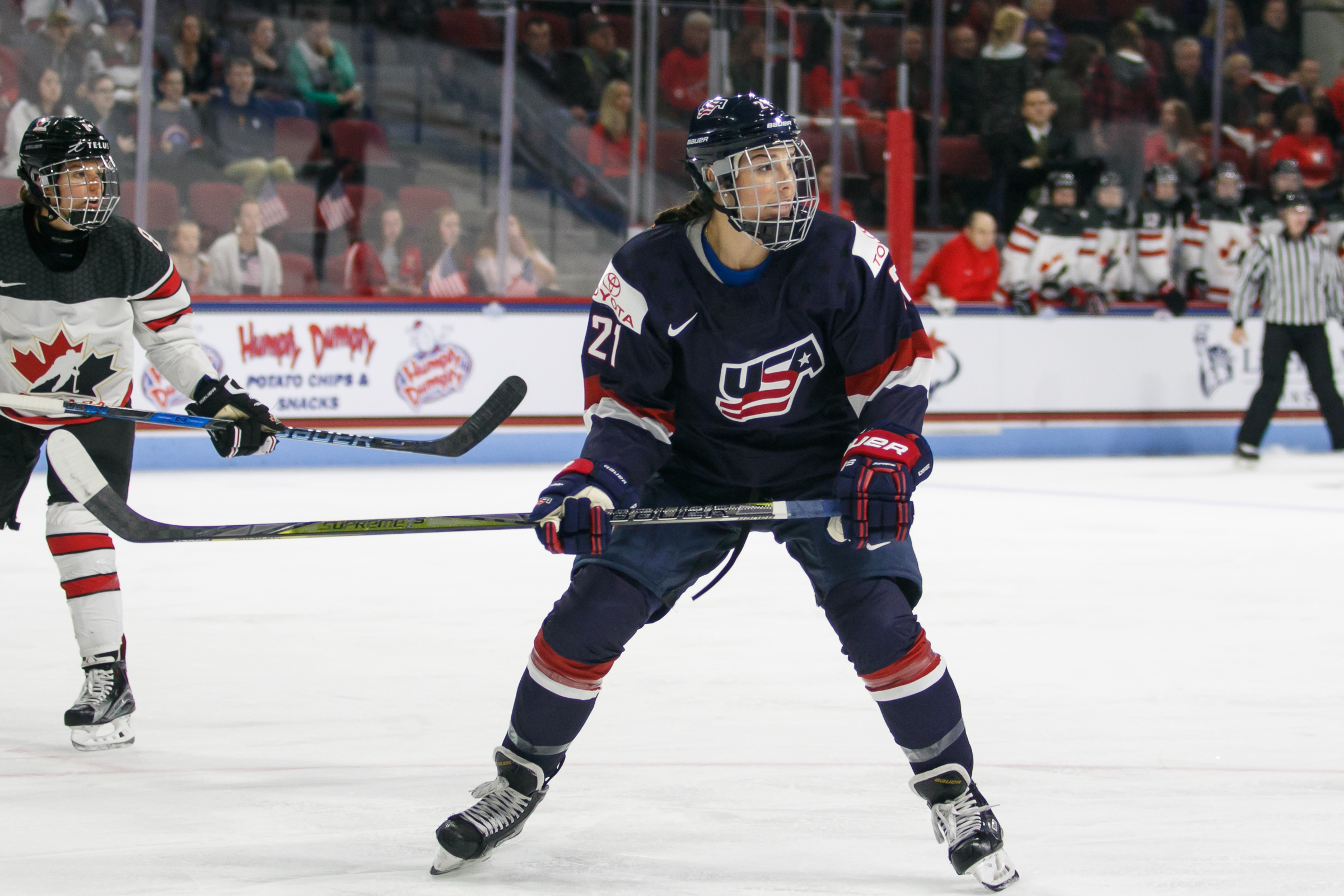
Hilary Knight pour l'équipe nationale en 2017

Knight intègre l'équipe nationale sénior des États-Unis très jeune. En novembre 2006, elle joue pour la première fois en compétition internationale lors de la Coupe des quatre nations à tout juste 17 ans et devient la plus jeune joueuse de l'histoire de l'équipe .  
Au championnat du monde 2007, elle est la plus jeune joueuse de l'équipe des États-Unis et remporte sa première médaille d'argent. Plus tard la même année, elle joue pour l'équipe nationale junior des moins de 22 ans.
Par la suite, Hilary Knight participe aux Jeux olympiques de 2010 à Vancouver. Pour cela, elle prend une année sabbatique universitaire (saison 2009-2010) pour rejoindre l'équipe nationale dans sa préparation. Elle est l'époque la plus jeune joueuse sélectionnée, effectifs masculin et féminin confondu, à l'âge de 20 ans et 217 jours . Durant le tournoi, elle inscrit 7 aides et 1 but, terminant avec 8 points et une médaille d'argent.
De retour au championnat du monde 2011, elle marque le but gagnant à 7 min 48 dans les prolongations et permet à l'équipe des États-Unis de remporter sa troisième médaille d'or consécutive contre le Canada dans une victoire 3 à 2 . La même année, lors du première match du Tournoi IIHF des 12 nations Knight marque un coup du chapeau dans une victoire contre la Russie .
Lors du match d'ouverture du championnat du monde 2012, elle réussit à marquer deux buts dans une victoire 9 à 2 contre le Canada .
Par la suite, elle participe aux Jeux olympiques de 2014 et termine en première place exæquo de l'équipe avec 6 points, remportant une seconde médaille d'argent. Elle est nommée dans l'équipe étoiles des médias à la fin des Jeux .
Lors des Jeux olympiques de 2018, l'équipe remporte une médaille d'or après 20 ans de règne canadienne. Knight marque le premier but de l'équipe lors de la finale. Lors du championnat du monde 2019, elle joue son 51e match dans cette compétition et dépasse Jenny Potter et Angela Ruggiero en devenant la joueuse américaine ayant joué le plus de match en championnats du monde .
En 2023, elle devient capitaine pour la sélection nationale  et mène son équipe à la victoire à l'occasion des championnats du monde 2023 sur un score de 7 à 2 contre le Canada .

## Vie personnelle
Knight est née à Palo Alto en Californie mais elle a grandi dans l'Illinois, à Lake Forest. Elle est la cousine de Chip Knight.
Elle porte le numéro 21 en honneur de l'ancienne joueuse américaine Cammi Granato .

## Statistiques

### En club

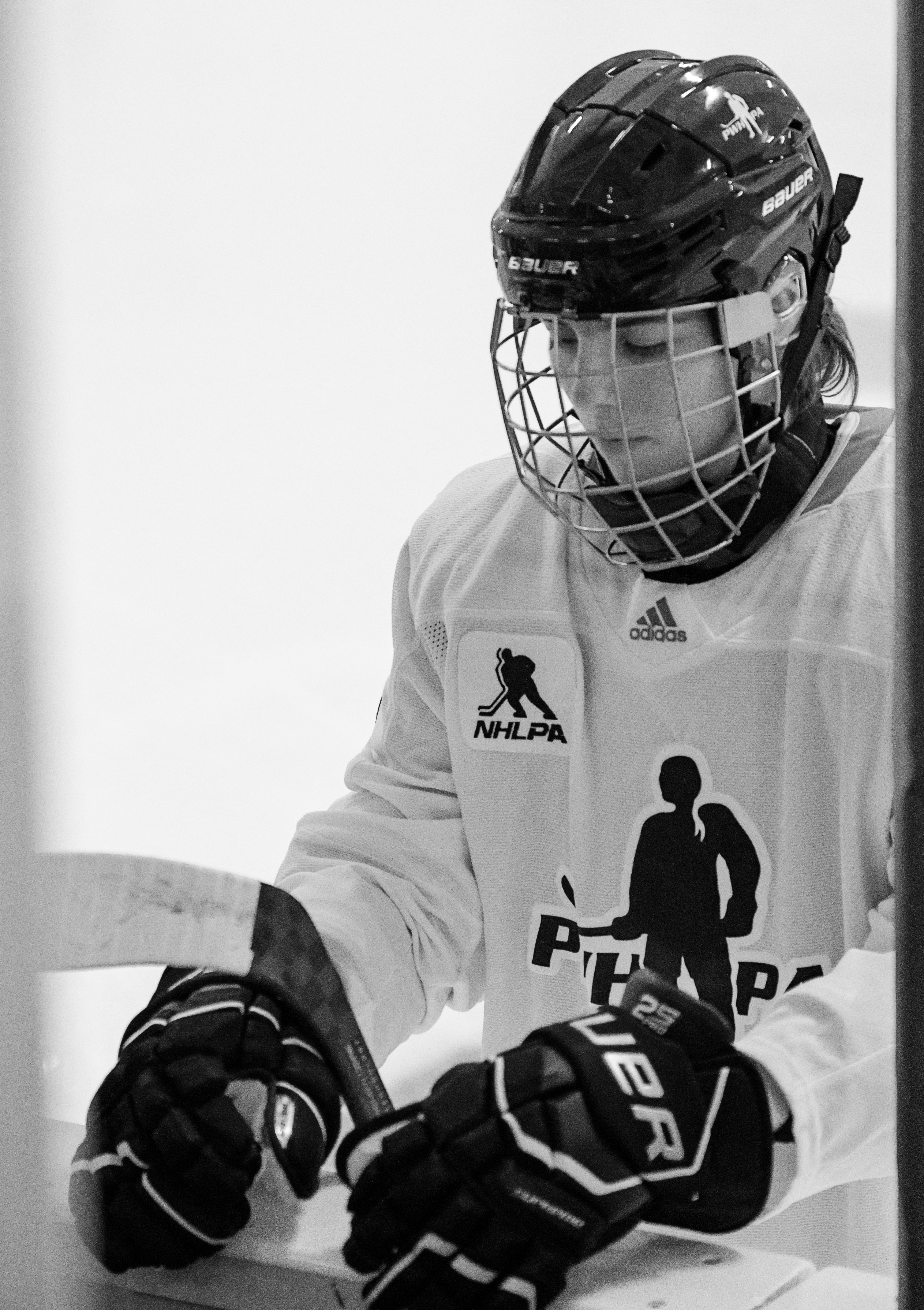
Knight en 2019 avec la PWHPA.

| Saison      | Équipe                  | Ligue       |                            | Saison régulière           | Saison régulière           | Saison régulière           | Saison régulière           | Saison régulière           |                            | Séries éliminatoires       | Séries éliminatoires       | Séries éliminatoires       | Séries éliminatoires | Séries éliminatoires |
| Saison      | Équipe                  | Ligue       | PJ                         | B                          | A                          | Pts                        | Pun                        | PJ                         | B                          | A                          | Pts                        | Pun                        |                      |                      |
| 2007-2008   | Badgers du Wisconsin    | NCAA        | 36                         | 19                         | 16                         | 35                         | 24                         | 5                          | 1                          | 2                          | 3                          | 4                          |                      |                      |
| 2008-2009   | Badgers du Wisconsin    | NCAA        | 34                         | 39                         | 28                         | 67                         | 18                         | 5                          | 6                          | 10                         | 16                         | 6                          |                      |                      |
| 2010-2011   | Badgers du Wisconsin    | NCAA        | 34                         | 42                         | 27                         | 69                         | 10                         | 7                          | 5                          | 7                          | 12                         | 2                          |                      |                      |
| 2011-2012   | Badgers du Wisconsin    | NCAA        | 34                         | 28                         | 26                         | 54                         | 22                         | 6                          | 3                          | 3                          | 6                          | 0                          |                      |                      |
| 2012-2013   | Blades de Boston        | LCHF        | 24                         | 17                         | 15                         | 32                         | 10                         | 4                          | 1                          | 4                          | 5                          | 0                          |                      |                      |
| 2013-2014   | Blades de Boston        | LCHF        | 4                          | 4                          | 4                          | 8                          | 0                          | 4                          | 5                          | 1                          | 6                          | 0                          |                      |                      |
| 2014-2015   | Blades de Boston        | LCHF        | 13                         | 8                          | 14                         | 22                         | 4                          | 3                          | 4                          | 3                          | 7                          | 6                          |                      |                      |
| 2015-2016   | Pride de Boston         | LNHF        | 17                         | 15                         | 18                         | 33                         | 8                          | 4                          | 7                          | 2                          | 9                          | 0                          |                      |                      |
| 2016-2017   | Pride de Boston         | LNHF        | 10                         | 8                          | 7                          | 15                         | 4                          | 2                          | 3                          | 2                          | 5                          | 2                          |                      |                      |
| 2017-2018   | Canadiennes de Montréal | LCHF        | 1                          | 0                          | 0                          | 0                          | 2                          | 2                          | 0                          | 0                          | 0                          | 0                          |                      |                      |
| 2018-2019   | Canadiennes de Montréal | LCHF        | 23                         | 8                          | 9                          | 17                         | 4                          | 4                          | 4                          | 4                          | 8                          | 0                          |                      |                      |
| 2019-2020   | Montréal                | PWHPA       | Statistiques indisponibles | Statistiques indisponibles | Statistiques indisponibles | Statistiques indisponibles | Statistiques indisponibles | Statistiques indisponibles | Statistiques indisponibles | Statistiques indisponibles | Statistiques indisponibles | Statistiques indisponibles |                      |                      |
| 2020-2021   | Minnesota               | PWHPA       | 6                          | 3                          | 3                          | 6                          | 6                          |                            |                            |                            |                            |                            |                      |                      |
| 2022-2023   | Team Sonnet             | PWHPA       | Statistiques indisponibles | Statistiques indisponibles | Statistiques indisponibles | Statistiques indisponibles | Statistiques indisponibles | Statistiques indisponibles | Statistiques indisponibles | Statistiques indisponibles | Statistiques indisponibles | Statistiques indisponibles |                      |                      |
| Totaux NCAA | Totaux NCAA             | Totaux NCAA | 161                        | 143                        | 119                        | 262                        | 34                         | 23                         | 15                         | 22                         | 37                         | 12                         |                      |                      |
| Totaux LCHF | Totaux LCHF             | Totaux LCHF | 63                         | 37                         | 42                         | 79                         | 20                         | 17                         | 14                         | 12                         | 26                         | 6                          |                      |                      |
| Totaux LNHF | Totaux LNHF             | Totaux LNHF | 27                         | 23                         | 25                         | 48                         | 12                         | 6                          | 10                         | 4                          | 14                         | 2                          |                      |                      |

### En équipe nationale
| Année | Équipe     | Compétition          |   | PJ | B | A  | Pts | Pun               |  | Résultat |
| 2007  | États-Unis | Championnat du monde | 5 | 2  | 2 | 4  | 4   | Médaille d'argent |  |          |
| 2008  | États-Unis | Championnat du monde | 5 | 0  | 1 | 1  | 0   | Médaille d'or     |  |          |
| 2009  | États-Unis | Championnat du monde | 5 | 7  | 2 | 9  | 4   | Médaille d'or     |  |          |
| 2010  | États-Unis | Jeux olympiques      | 5 | 1  | 7 | 8  | 0   | Médaille d'argent |  |          |
| 2011  | États-Unis | Championnat du monde | 5 | 5  | 9 | 14 | 2   | Médaille d'or     |  |          |
| 2012  | États-Unis | Championnat du monde | 5 | 5  | 2 | 7  | 0   | Médaille d'argent |  |          |
| 2013  | États-Unis | Championnat du monde | 5 | 1  | 1 | 2  | 6   | Médaille d'or     |  |          |
| 2014  | États-Unis | Jeux olympiques      | 5 | 3  | 3 | 6  | 6   | Médaille d'argent |  |          |
| 2015  | États-Unis | Championnat du monde | 5 | 7  | 5 | 12 | 0   | Médaille d'or     |  |          |
| 2016  | États-Unis | Championnat du monde | 5 | 7  | 2 | 9  | 0   | Médaille d'or     |  |          |
| 2017  | États-Unis | Championnat du monde | 5 | 4  | 5 | 9  | 0   | Médaille d'or     |  |          |
| 2018  | États-Unis | Jeux olympiques      | 5 | 2  | 1 | 3  | 4   | Médaille d'or     |  |          |
| 2019  | États-Unis | Championnat du monde | 7 | 7  | 4 | 11 | 4   | Médaille d'or     |  |          |
| 2021  | États-Unis | Championnat du monde | 7 | 4  | 2 | 6  | 2   | Médaille d'argent |  |          |
| 2022  | États-Unis | Jeux olympiques      | 7 | 6  | 4 | 10 | 0   | Médaille d'argent |  |          |
| 2022  | États-Unis | Championnat du monde | 7 | 6  | 3 | 9  | 0   | Médaille d'argent |  |          |
| 2023  | États-Unis | Championnat du monde | 7 | 8  | 4 | 12 | 6   | Médaille d'or     |  |          |

## Trophées et Honneurs personnels
- La ville de Sun Valley, dans l'Idaho, déclare le 19 mai 2011 comme étant le « Jour d'Hilary Knight » [31].

### Ligue universitaire
- 2008 : 
  - Équipe des recrues de l'Association Collégiale de Hockey de l'Ouest (WCHA).
  - Joueuse offensive de la semaine de la WCHA (Semaines du 8 Oct. 2008 et du 19 Nov. 2008).
- 2009 : 
  - Joueuse offensive de la semaine de la WCHA (Semaine du 5 Oct. 2010).
  - Recrue de la semaine de la WCHA (Semaines du 7 Janv. 2009 et du 4 Fév. 2009).
  - Nommée dans le top 10 des finalistes pour le Trophée du « Patty Kazmaier Memorial ».
  - Joueuse de l'année de la WCHA.
  - Sélectionnée dans l'équipe star du Frozen Four.
- 2010 : 
  - Votée « Joueuse de l'année » lors de la pré-saison de la WCHA [32].
- 2011 : 
  - Joueuse offensive de la semaine de la WCHA (Semaines du 5 Janv. 2011[33], du 19 Janv. 2011[4] et du 14 Déc. 2011)[6].
  - Nommée pour le Trophée Patty Kazmaier[34].
  - Sélectionnée dans l'équipe première « All-America » [35].

### Ligue canadienne de hockey féminin
- 2013 : « CWHL Most Outstanding Player Award » (Trophée de la Joueuse la plus utile de la LCHF).

### Ligue nationale de hockey féminin
- 2015–2016 : 
  - Meilleure buteuse, meilleure pointeuse et joueuse avec le plus d'aides de la saison régulière.
  - Sélectionnée pour jouer dans le match des étoiles de la LNHF.
  - Meilleure buteuse et meilleure pointeuse des séries éliminatoires.
- 2016-2017 : 
  - Sélectionnée pour jouer dans le match des étoiles de la LNHF.
  - Meilleure buteuse des séries éliminatoires.

### Ligue professionnelle de hockey féminin
- 2024 : participe au Match des étoiles de la LPHF

### En équipe nationale
- Meilleure buteuse et nommée dans le Top 3 de son équipe à l'occasion du championnat du monde 2009.
- Sélectionnée dans l'équipe étoiles par les médias lors du championnat du monde 2011 [36], elle est également la meilleure pointeuse, meilleure buteuse et joueuse avec le plus d'aides.
- Athlète du mois par le Comité Olympique des États-Unis, en avril 2011[37] .
- Joueuse américaine du match, contre la Suède le 9 nov. 2011, lors de la Coupe des quatre nations[38].
- Trophée Jeff Sauer en 2012 [39].
- Meilleure joueuse (en anglais, Most Valuable Player) et meilleure attaquante, meilleure buteuse et meilleure pointeuse lors du championnat du monde 2015 [40].  Elle est également nommée dans l'équipe étoiles des médias.
- Joueuse ayant joué le plus de matchs de championnats du monde pour la sélection nationale américaine [26].
- Meilleure joueuse (en anglais, Most Valuable Player), meilleure buteuse, meilleure pointeuse et meilleure attaquante lors du championnat du monde 2016. Elle est également nommée dans l'équipe étoiles des médias.
- Meilleure pointeuse, meilleure buteuse et nommée dans l'équipe étoiles des médias lors du championnat du monde 2019 [41] ainsi que dans le Top 3 de son équipe.